# Heterocampa georgiana
Heterocampa georgiana är en fjärilsart som beskrevs av Dyar 1921. Heterocampa georgiana ingår i släktet Heterocampa och familjen tandspinnare. Inga underarter finns listade i Catalogue of Life.